# Burgenland
Burgenland (în maghiară Őrvidék, Felsőőrvidék, în croată Gradišće) este unul din cele nouă landuri federale ale Austriei, situat în estul țării, de-a lungul frontierei cu Ungaria.
Burgenland este compus din șapte districte (Eisenstadt-Umgebung, Güssing, Jennersdorf, Mattersburg, Neusiedl am See, Oberpullendorf și Oberwart) și din 167 localități. Are o lungime de 166 km și o lățime de doar 5 km (la Sieggraben)
Burgenland are o graniță foarte lungă: La vest cu landurile austriece Austria Inferioară și Steiermark, Slovacia la nord-est, Ungaria la est și Slovenia la sud.
Burgenland împarte cu Ungaria singurul lac fără revărsare naturală din Europa, Neusiedler See.